# Плєтньов Михайло Васильович
Михайло Васильович Плєтньов (нар. 14 квітня 1957) — радянський і російський піаніст та диригент. Народний артист РРФСР. Тричі лауреат Державних премій Російської Федерації. Засновник і художній керівник Російського національного оркестру.

## Життєпис
Народився в Архангельську в родині музикантів. Навчався в музичній школі при Казанській консерваторії, потім у ЦМШ, з 1974 по 1979 рік — у Московській консерваторії в класі професора Якова Флієра, згодом у класі професора Л. Н. Власенко, в 1981 році закінчив аспірантуру.
Після перемоги на VI Міжнародному конкурсі імені П. І. Чайковського почалася інтенсивна концертна діяльність піаніста. Він виступав з сольними програмами і разом з оркестрами Європи й Америки — філармонічними оркестрами Берліна, Лондона, Ізраїлю, Мюнхена, Чехії, виступав з такими диригентами як Клаудіо Аббадо, Бернард Хайтінк, Лорін Маазель, Зубін Мета, Курт Зандерлінг, Нееме Ярві.
В 1980 році дебютував як диригент. 1990 став засновником і головним диригентом Російського національного оркестру. Виступав як запрошений диригент з Філармонічними оркестрами Лондона, Токіо, Лос-Анджелеса та іншими.
Значну частку часу мешкає в Швейцарії або гастролює за кордоном.